# 하라 다이치 (축구 선수)
하라 다이치(일본어: 原 大智, 1999년 5월 5일 ~ )는 일본의 축구 선수이다. 포지션은 공격수이다. 현재 J1리그의 교토 상가 소속이다.

## 클럽 경력
하라 다이치는 FC 도쿄의 유소년 팀 출신으로 2017시즌을 앞두고 FC 도쿄 성인팀에 입단하면서 커리어를 시작했다. 2019시즌 FC 도쿄 U-23팀으로 참여한 J3리그에서 19골을 넣으며 J3리그 득점왕을 수상했다.
2021년 2월 7일, 크로아티아의 NK 이스트라 1961로 완전 이적했다.

## 국가대표팀 경력
그는 2019년 FIFA U-20 월드컵에 참가할 일본 U-20 국가대표팀에 발탁되었으며, 3경기에 출전했다.
그는 2025년 EAFF E-1 풋볼 챔피언십에 참가할 일본 국가대표팀에 발탁되었으며, 7월 12일 중국와의 경기에서 데뷔, 대회 우승.

## 수상

### 팀

#### FC 도쿄
- J리그컵 우승: 2020

### 개인
- J3리그 득점왕: 2019